# Anas Fattar
Anas Fattar (* 12. Mai 1987 in Casablanca) ist ein marokkanischer Tennisspieler.

## Karriere
Fattar zeigte auf der Junior Tour sein Talent und schaffte es bis auf Rang 61 der Junioren-Rangliste. 2005 stand er einmal in Wimbledon jeweils in Einzel und Doppel im Hauptfeld eines Grand-Slam-Turniers.
In seinem ersten Jahr als Profi schloss Fattar in der Weltrangliste im Einzel in den Top 1000 ab, nachdem er einige gute Ergebnisse auf der ITF Future Tour erreichte. 2007 kam er zu seinem Debüt auf der nächsthöheren ATP Challenger Tour. Durch einige Wildcards bei marokkanischen Turnieren, kam er dort im Doppel zu seinen ersten beiden Viertelfinalteilnahmen. In der Weltrangliste stieg er bis Ende des Jahres jeweils in die Top 700. Von 2006 bis 2010 gewann der Marokkaner je einen Future-Titel im Doppel (2009 zwei Titel), während er im Einzel nur einmal – im Jahr 2008 – ein Finale erreichen konnte. Wenig später in diesem Jahr erreichte er mit Platz 599 auch sein Karrierehoch im Einzel, wo er kein einziges Match auf Challenger-Ebene gewinnen konnte. Im Doppel war Fattar etwas erfolgreicher. Im August 2010 stand er mit Platz 455 am höchsten.
Obwohl er 2011 aus den Top 1000 fiel, gab er in diesem Jahr sein Debüt für die marokkanische Davis-Cup-Mannschaft und hat dort bei zwei Einsätzen eine Bilanz von 2:2. Zudem spielte er 2011 und 2012 in Casablanca jeweils dank einer Wildcard seine einzigen Matches auf der ATP World Tour, die jeweils in der ersten Runde verloren gingen. Danach war Fattar lange Zeit nicht in der Weltrangliste geführt und spielte erst 2017 wieder einige Turniere.